# Leonid Kamlochuk
Leonid Kamlochuk –en ucraniano, Леонід Камлочук– (Dubno, URSS, 4 de julio de 1974) es un deportista ucraniano que compitió en piragüismo en la modalidad de aguas tranquilas. Ganó una medalla de bronce en el  Campeonato Europeo de Piragüismo en Aguas Tranquilas de 1999, en la prueba de C4 1000 m.

## Palmarés internacional
| Campeonato Europeo | Campeonato Europeo | Campeonato Europeo | Campeonato Europeo |
| Año                | Lugar              | Medalla            | Competición        |
| ------------------ | ------------------ | ------------------ | ------------------ |
| 1999               | Zagreb (Croacia)   | Medalla de bronce  | C4 1000 m          |